# Rod Piazza
Rod Piazza (ur. 18 grudnia 1947 roku w Riverside w stanie Kalifornia) – amerykański harmonijkarz bluesowy i wokalista. Od 1980 roku tworzy muzykę z grupą The Mighty Flyers, którą założył razem ze swoją żoną, pianistką Honey Piazza. Brzmienie grupy stanowi połączenie jump bluesa, bluesa chicagowskiego i West Coast Bluesa.

## Życiorys
Rod Piazza urodził się 18 grudnia 1947 roku. Dorastał w południowej Kalifornii, doskonaląc swoje umiejętności gry na harmonijce.
W połowie lat 60. założył swój pierwszy zespół - The House of DBS, który później zmienił nazwę na The Dirty Blues Band. Grupa nagrała dwa albumy dla wytwórni ABC-Bluesway Records. W 1968 zespół rozpadł się, a Rod Piazza założył kolejną formację - Bacon Fat. Do zespołu dołączył mentor Piazzy, George „Harmonica” Smith. Grupa Bacon Fat wydała dwa albumy, później Piazza opuścił zespół. Grał z kilkoma innymi zespołami, a od 1974 roku jako artysta solowy.
W 1975 utworzył The Chicago Flying Band, która to grupa przekształciła się w The Mighty Flyers. Pierwszy album zespół ten wydał w 1980 roku. Od tego czasu zespół wydał kilkanaście płyt.
Prywatnie Rod Piazza mieszka wraz z żoną w Riverside.
Artysta wystąpił również na wydanym w 2006 roku albumie Erica Burdona Soul of a Man.
Wraz ze swoim zespołem Rod Piazza był kilkakrotnie laureatem Blues Music Award (wcześniej znanej jako nagroda W.C. Handy’ego)
10 października 2009 roku wystąpił w Polsce na festiwalu Rawa Blues.

## Dyskografia

### Albumy wydane przed utworzeniem The Mighty Flyers
- 1967 Dirty Blues Band / Dirty Blues Band (ABC-Bluesway)
- 1969 Dirty Blues Band / Stone Dirt (ABC-Bluesway)
- 1970 Bacon Fat / Grease One for Me (Blue Horizon)
- 1971 Bacon Fat / Tough Dude (Blue Horizon)
- 1973 Rod Piazza / Blues Man (LMI)
- 1979 Chicago Flying Saucer Band /	Flying Saucer Band (Gangster)

### Albumy wydane w okresie współpracy z The Mighty Flyers
- 1980 Radioactive Material (Right Hemisphere)
- 1981 The Mighty Flyers (Right Hemisphere)
- 1982 Robot Woman II (Shanghai)
- 1984 From the Start to the Finnish (Right Hemisphere)
- 1985 File Under Rock (Takoma)
- 1985 Harp Burn (Murray Brothers; Rod Piazza solo)
- 1988 So Glad to Have the Blues (Murray Brothers; Rod Piazza solo)
- 1991 Blues in the Dark (Black Top)
- 1992 Alphabet Blues (Black Top)
- 1994 Live at B.B. King’s Club (Big Mo)
- 1997 Tough and Tender (Tone-Cool)
- 1999 Here and Now (Tone-Cool)
- 2001 Beyond The Source (Tone-Cool)
- 2004 Keepin' It Real (Blind Pig)
- 2005 For The Chosen Who (Delta Groove)
- 2007 Thrillville (Delta Groove)
- 2009 Soul Monster (Delta Groove)